# Anova-Fraternité nationaliste
 (juin 2014).
Si vous disposez d'ouvrages ou d'articles de référence ou si vous connaissez des sites web de qualité traitant du thème abordé ici, merci de compléter l'article en donnant les références utiles à sa vérifiabilité et en les liant à la section « Notes et références ».
Anova-Fraternité nationaliste (en galicien : Anova-Irmandade Nacionalista) est un parti politique de la Galice d'idéologie nationaliste de gauche fondé en 2012. Elle naît à partir de Encontro Irmandiño, une scission du Bloc nationaliste galicien (BNG).

## Historique
Lors des Élections au Parlement de Galice du 21 octobre 2012, Anova se présente avec la Gauche unie au sein de la coalition Alternative galicienne de gauche qui obtient 14,29 % des voix et 9 sièges.
Présente aux élections européennes du 25 mai 2014 dans la coalition de La Gauche plurielle, Anova remporte un siège de député européen, occupé par Lidia Senra.
En novembre 2015, Anova rejoint la coalition En Marea qu'elle quitte début 2019. Le parti ne se présente pas aux élections générales du 28 avril suivant, ni aux élections européennes du 26 mai.
Lors des élections au Parlement galicien du 12 juillet 2020, Anova se présente en coalition avec Podemos, la Gauche unie et les « marées » locales sous le nom de « Galice en commun », mais celle-ci ne totalise que 3,93 % des voix et n'obtient aucune représentation au Parlement galicien.
Anova ne participe pas aux élections générales de 2023 ni aux élections galiciennes de 2024.